# Velika palača v Konstantinoplu
Velika palača v Konstantinoplu (srednjeveškogrško Μέγα Παλάτιον, latinizirano: Mega Palation, latinsko Palatium Magnum, turško Büyük Saray), poznana tudi kot Sveta palača (srednjeveškogrško Ιερόν Παλάτιον, latinizirano: Ieron Palation, latinsko Sacrum Palatium) je bil velik palačni kompleks na jugovzhodnem delu polotoka med Zlatim rogom in Marmarskim morjem, v današnji carigrajski mestni četrti Fatih (Stari Carigrad). Palača je bila od leta 330 do 1081 glavna rezidenca cesarjev Vzhodnorimskega oziroma Bizantinskega  cesarstva in središče državne administracije. Ohranilo se je samo nekaj ostankov palače in del njenih temeljev.

## Zgodovina
Ko je Konstantin I. Veliki leta 330 preimenoval Bizanc v Konstantinopel, je zase načrtoval palačo. Palača je stala med hipodromom in Hagijo Sofijo.
Kompleks palač je bil v svoji zgodovini večkrat prezidan in razširjen. Velik del kompleksa je bil uničen med uporom Nika leta 532 in ga je cesar Justinijan I. izdatno obnovil. Nadaljnje razširitve in predelave sta naročila Justinijan II. in Bazilij I. Makedonec Vendar pa je propadel do časa Konstantina VII., ki je naročil njeno obnovo. Od zgodnjega 11. stoletja naprej so cesarji dajali prednost palači Blaherne kot cesarski rezidenci, čeprav so še naprej uporabljali Veliko palačo kot glavno upravno in ceremonialno središče. V naslednjem stoletju je močno propadla, ko so bili deli kompleksa porušeni ali zasuti z ruševinami. Med plenjenjem Konstantinopla v četrti križarski vojni so palačo oropali vojaki Bonifacija Montferraškega. Čeprav so poznejši latinski cesarji še naprej uporabljali kompleks palače, jim je primanjkovalo denarja za njeno vzdrževanje. Zadnji latinski cesar, Balduin II. Courtenayski, je šel tako daleč, da je odstranil svinčene strehe palače in jih prodal.
Ena največjih dvoran Velike palače, znana kot dvorana Trullo, je gostila Tretji koncil v Konstantinoplu, ki ga kot ekumenski koncil priznavajo tako rimskokatoliška kot vzhodna pravoslavna cerkev in Quinisext koncil ali Trulanska sinoda.
Ko so leta 1261 mesto ponovno zavzele sile Mihaela VIII. Paleologa, je bila Velika palača v slabem stanju. Cesarji Paleologi so jo večinoma opustili, vladali so iz Blaherne in uporabljali oboke kot zapor. Ko je Mehmed II. Osvajalec leta 1453 vstopil v mesto, je našel palačo uničeno in zapuščeno. Ko je taval po praznih dvoranah in paviljonih, naj bi zašepetal citat perzijskega pesnika Sadija: [1]
Pajek nosi zavese v Chosroesovi palači, 

Sova zveni olajšanje v gradu Afrasiab.
Velik del palače je bil porušen pri splošni obnovi Konstantinopla v prvih letih osmanskega obdobja. Območje je bilo sprva spremenjeno v stanovanja s številnimi majhnimi mošejami, preden je sultan Ahmed I. porušil ostanke palač Daphne in Katisma, da bi zgradil mošejo sultana Ahmeda in njene sosednje stavbe. Mesto Velike palače so začeli raziskovati v poznem 19. stoletju. Požar v začetku 20. stoletja je odkril del Velike palače. Na tem mestu so bile najdene zaporniške celice, številne velike sobe in morda grobnice.

### Izkopavanja
Začetna izkopavanja so izvedli francoski arheologi v palači Manganae med letoma 1921 in 1923. Veliko večja izkopavanja je izvedla Univerza St Andrews v letih 1935 do 1938. Nadaljnja izkopavanja so potekala pod vodstvom Davida Talbota Ricea od leta 1952 do 1954, ki je odkril del enega od jugozahodnih delov stavbe na bazarju Arasta. Arheologi so odkrili spektakularno serijo stenskih in talnih mozaikov, ki so bili shranjeni v muzeju Muzej mozaikov Velike palače.
Izkopavanja se nadaljujejo tudi drugje, a doslej je bila izkopana manj kot ena četrtina celotne površine, ki jo pokriva palača; popolno izkopavanje trenutno ni izvedljivo, saj večina palače trenutno leži pod Modro mošejo in drugimi stavbami iz osmanskega obdobja.

## Opis
Palača je stala na jugovzhodnem delu konstantinopelskega polotoka za hipodromom in Hagijo Sofijo. Strokovnjaki menijo, da je bila sestavljena iz niza paviljonov, zelo podobno, kot je zgrajena palača Topkapi iz osmanskega obdobja. Celotna površina palačnega kompleksa je presegala 19.000 m2. Stala je na pobočju griča, ki se je od hipodroma proti morski obali spustil za približno 33 m. Gradnjo palače so zato pogojevala velika podzidja in oboki. Zgradbe so stale na šestih terasah, ki so se stopničasto spuščale proti morju.
Glavni vhod v palačno četrt so bila vrata Halke (Bronasta vrata) na Augustaionu, južno od Hagije Sofije, kjer se sedaj začenja glavna carigrajska ulica Mese (Srednja ulica). Na vzhodni strani trga je stala palača Magnaura, v kateri je bil sprva sedež senata, kasneje pa univerza. Na zahodni strani trga je stal milion (ničti miljnik), od katerega so merili razdalje v cesarstvu, na južni pa staro Zeuksipovo javno kopališče.
Neposredno za Bronastimi vrati je bila vojašnica palačne straže (latinsko: scholae palatinae, grško: Σχολαὶ [Sholai]), za njo pa sprejemna dvorana z devetnajstimi akubiti (accubita)  in palača Dafne, ki je bila v zgodnjem bizantinskem obdobju glavna cesarjeva rezidenca. V palači je bila cesarjeva spalnica (octagon) in neposreden prehod v cesarjevo zasebno ložo na hipodromu (kafizma). Glavna prestolna dvorana (Hrizotriklin, zlata sprejemnica), ki jo zgradil Justin II., za njim pa razširil in obnovil Bazilij I., je imela v neposredni bližini kapelo device Marije (teotokos). Severno od nje je bila palača Trikonhos, ki jo je zgradil cesar Teofil in je bila dostopna skozi polkrožno predsobo, imenovano sigma.  Vzhodno od nje je stala razkošno okrašena Nea Ekklesia (Nova cerkev) s petimi pozlačenimi kupolami, ki jo je zgradil Bazilij I.. Cerkev je preživela osmansko osvojitev Konstantinopla, potem pa so jo uporabljali za smodnišnico, dokler ni leta 1490 zaradi udara strele eksplodirala. Med cerkvijo in obzidjem ob morju je bilo igrišče za polo (cikanisterij). 
Še bolj proti jugu je na morski obali ločeno od glavnega palačnega kompleksa stala palača Bukoleon. Zgradil jo je Teofil in vanjo vključil dele mestnega obzidja. Palača se je uporabljala do 13. stoletja, posebno v času Latinskega cesarstva (1204–1261), ker so zahodnoevropski cesarji dajali prednost palačam ob morju. Palača Bukoleon je imela svoja mestna vrata, ki so vodila v cesarsko pristanišče Bukoleon.

## Sklic
1. ↑  »Palace of the Emperors Excavation«. Research. British Institute of Archaeology at Ankara. Arhivirano iz prvotnega spletišča dne 2. aprila 2015. Pridobljeno 13. marca 2015.
2. ↑  Necipoğlu, Gülru (1991). Architecture, ceremonial and power: The Topkapi Palace in the fifteenth and sixteenth centuries. Cambridge, Massachusetts, MIT Press. str. 3. ISBN 0-262-14050-0.